# Benthoctopus
Benthoctopus је род хоботница са око 25 врста и због тога представља род најбогатији врстама у потфамилији Bathypolypodinae. Изгледа да су распрострањене широм света, а већина врста су становници великих дубина, чак од 2.000 до 3.000 метара. Назив ове групе би се могао превести као бентосне или дубинске хоботнице, што је у складу са њиховим стаништем.

## Врсте
Нове врсте се описују просечно по једна до две у години дана.
- -{Benthoctopus abruptus
- Benthoctopus berryi
- Benthoctopus canthylus
- Benthoctopus clyderoperi
- Benthoctopus ergasticus
- Benthoctopus eureka
- Benthoctopus fuscus
- Benthoctopus hokkaidensis
- Benthoctopus januarii
- Benthoctopus karubar
- Benthoctopus leioderma
- Benthoctopus levis
- Benthoctopus longibrachus
- Benthoctopus lothei
- Benthoctopus macrophallus
- Benthoctopus magellanicus
- Benthoctopus oregonae
- Benthoctopus oregonensis
- Benthoctopus piscatorum
- Benthoctopus profundorum
- Benthoctopus pseudonymus
- Benthoctopus robustus
- Benthoctopus sibiricus
- Benthoctopus tangaroa
- Benthoctopus tegginmathae
- Benthoctopus thielei
- Benthoctopus yaquinae
- Benthoctopus sp. (A Villarroel et al. 2001)
- Benthoctopus sp. (B Villarroel et al. 2001)
- Benthoctopus cf. (Nesis 1973)}-